# رابرت اف. کندی
رابرت فرانسیس «بابی» کِنِدی (به انگلیسی: Robert Francis "Bobby" Kennedy) (زادهٔ ۲۰ نوامبر ۱۹۲۵ – درگذشتهٔ ۶ ژوئن ۱۹۶۸)، معروف به آراف‌کی، سیاست‌مدار اهل ایالات متحده آمریکا بود. او از سال ۱۹۶۵ تا هنگام ترورش در سال ۱۹۶۸، سناتور نیویورک در مجلس سنای ایالات متحده آمریکا و پیش از آن از سال ۱۹۶۱ تا ۱۹۶۴، در دولت‌های جان اف کندی و لیندون جانسون، دادستان کل ایالات متحده آمریکا بود. او که از نمادهای لیبرالیسم مدرن در آمریکا است برای کسب نامزدی حزب دموکرات ایالات متحده آمریکا در انتخابات ریاست‌جمهوری ۱۹۶۸ ایالات متحده آمریکا رقابت می کرد.

## مرگ
در ۵ ژوئن ۱۹۶۸ در جریان مبارزات انتخاباتی، لحظاتی بعد از پیروزی در ایالت کالیفرنیا در آشپزخانه هتل آمباسادور در شهر لس‌آنجلس، هدف گلولهٔ سرحان سرحان، دانشجوی ۲۴ سالهٔ فلسطینی‌تبار شهروند اردن، قرار گرفت و مانند برادر بزرگترش، جان اف کندی، ترور شد. کندی روز بعد (۶ ژوئن) در بیمارستان گود سامریتان درگذشت.

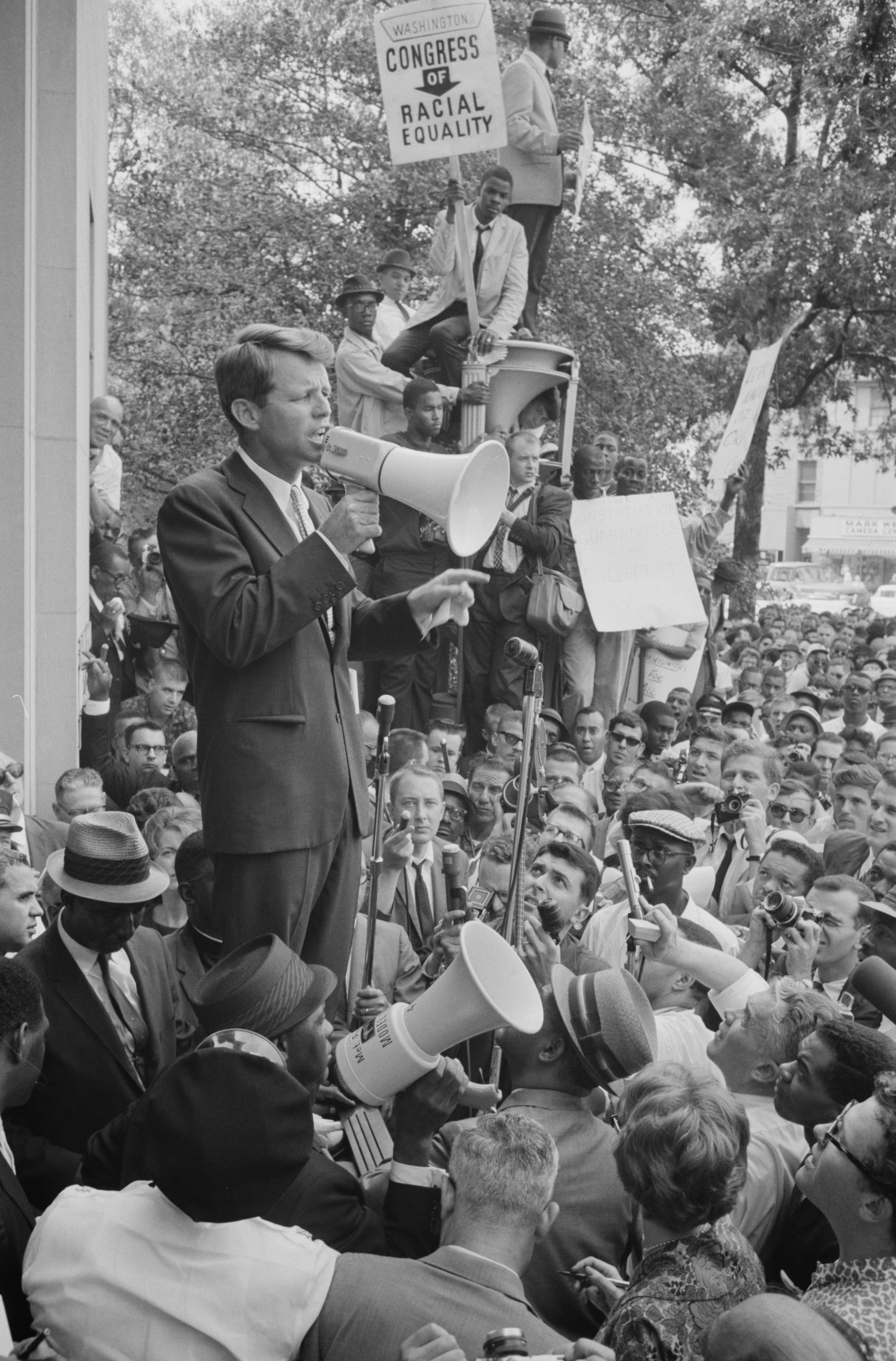
رابرت کندی در حال سخنرانی برای جمعیت در ۱۴ ژوئن ۱۹۶۳

رابرت (وسط) در کنار برادرانش تد (راست) و جان اف. کندی در ژوئیه ۱۹۶۰